# Joachim Andersen (musiker)
 Der er flere personer med dette navn, se Joachim Andersen.
Carl Joachim Andersen (29. april 1847 i København – 7. maj 1909 på Hareskov Kuranstalt) var en dansk fløjtenist, dirigent og komponist, søn af fløjtenist Christian Joachim Andersen.

## Levned
Han modtog, ligesom sin broder Vigo, undervisning af sin far og optrådte allerede som dreng med succes på Casino, akkompagneret af den lille harpespiller Frantz Pønitz. Ansat som fløjtenist i Det kgl. Kapel i 1869, men tog sin afsked i 1878 efter et års orlov. Han længtes efter at prøve sine kræfter under større forhold og rejste til udlandet. Turen gik til St. Petersborg 1878-1880, hvor han fik engagement ved Den kejserlige Opera. Derefter tog han til Berlin, hvor han blev engageret i Bilses Orkester og senere medvirkede i Det kejserlige Hofkapel. Senest blev han solofløjtenist i Berliner Philharmonikerne og assisterende dirigent. Både som virtuos og som komponist af fløjtemusik regnedes han for en af de bedste i sin tid.
Han måtte imidlertid stoppe sin karriere som solofløjtenist i 1892 på grund af en tungelammelse. Derefter virkede han mest som dirigent. Han indførte de såkaldte Palækoncerter og startede en skole for orkestermusikere. I 1898 blev han dirigent for Tivolis Symfoniorkester. Hans stil var ret barsk. Han krævede meget af sine orkestre, men opnåede også et højt niveau. Titulær professor i 1909 og Ridder af Dannebrog 1905.

## Musik
Hans kompositioner er næsten udelukkende for fløjte. Men den længstvarende succes er nok hans 8 bind med etuder for absolut viderekomne fløjtenister. De bruges stadig over hele verden, når man vil være topprofessionel.

### Med opusnumre
- op. 2 Ungarsk fantasi
- op. 3 Koncertstykke
- op. 5 Ballade et danse des Sylphes
- op. 7 Impromptu.
- op. 8 Moto perpetuo
- op. 9 Au Bord de la Mer
- op. 10 Tarantella
- op. 15 Fløjteetuder
- op. 16 Fantaisie caractéristique
- op. 19 Album-Blatt
- op. 22 La Resignation et Polonaise
- op. 21 Fløjteetuder
- op. 24 Six Morceaux de Salon, en deux Suites
- op. 26 Variations Drolatiques
- op. 27 Variations elegiaques
- op. 28 Deux morceaux
- op. 30 Fløjteetuder
- op. 33 Fløjteetuder
- op. 35 Wien Neerlands Bloed
- op. 37 Fløjteetuder
- op. 41 Fløjteetuder
- op. 44 L'Hirondelle
- op. 45 Operatranskriptioner
- op. 46 Wiedersehen
- op. 47 Solovortrag für junge Flötenspieler
- op. 48 Allegro Militaire
- op. 49 Pirun Polska (Polka du Diable)
- op. 50 6 Svenske polsker
- op. 51 Quatre Morceaux de Salon
- op. 52 Salonstücke Heft 1+2
- op. 53 Canzone + Erinnerung
- op. 54 Deuxiéme Impromptu
- op. 55 Acht Vortragsstücke
- op. 56 Fünf leichtere Stücke
- op. 57 Trois Morceaux
- op. 58 Capriccio
- op. 59 Fantasies Nationales
- op. 60 Fløjteetuder
- op. 61 Deuxieme Morceau de Concert
- op. 62 Dix morceaux
- pp. 63 24 Etudes techniques
- op. 67 Fløjteetuder

### Anden musik
- danse
- marcher
- en række stemningsstykker
- Christian d. 10.’s honnørmarch
- Sølvmyrter (klaver)
- Slaraffia-Polka-Mazurka (klaver)